# Црква Светог Преображења Господњег у Преображењу
Црква Светог Преображења Господњег у Преображењу, насељеном месту на територији града Врања, православни је храм који припада Епархији врањској Српске православне цркве.
Црква посвећена Светом Преображењу Господњем, заједно са звоником, подигнута је око 1850. године, добровољним прилозима мештана села Преображење и Отуља, на темељима старије цркве.
У унутрашњости цркве не постоје трагови зидног сликарства, а на иконостасу има 40 икона, које су сликане у техници темпере на дрвету. Настале су у размаку од неколико година: 1852 (Успење Пресвете Богородице - Манојло Исаков Зограф из Велеса), 1858 (Преподобна Параскева - Костадин Зограф из Велеса) и 1865 (највећи број икона, дело руку зографа Блаже Деберлија).